# Ducado do Palatinado-Neuburgo
O ducado do Palatinado-Neuburgo ou do Palatinado-Neoburgo (em alemão:  Herzogtum Pfalz-Neuburg), também designado ducado Palatino de Neuburgo ou de Neoburgo ou, ainda, Novo Palatinado (Junge Pfalz ) é um antigo estado do Santo Império Romano-Germânico criado em 1505 na sequência da Guerra da Sucessão de Landshut.
Este ducado situava-se na região do Alto Palatinado e não no Palatinado Renano. A sua capital era Neuburgo do Danúbio. A sua área era cerca de 2 750 km², com uma população de 100 000 habitantes.

## História
Após a Guerra da Sucessão de Landshut, a maior parte dos territórios do ducado da Baviera-Landshut foram integrados no ducado da Baviera-Munique. Contudo, uma pequena parte dos territórios, dispersos a norte do Danúbio, viriam a constituir o novo Ducado do Palatinado-Neuburgo, criado para os dois herdeiros da linha dos duques da Baviera-Landshut: Otão Henrique e Filipe.
Estes dois pequenos príncipes, cujos pais haviam morrido em 1504, foram assim compensados pelo desaparecimento da Baviera-Landshut e, por ainda serem menores, ficaram sob a regência primeiro do seu avô paterno, Filipe, Eleitor Palatino e, quando este morreu, do tio paterno Frederico II, Eleitor Palatino.
Filipe morre em 1546, ficando o seu irmão a reinar sozinho. Com a morte do tio paterno (Frederico II) sem descendência, Otão Henrique torna-se também eleitor palatino. Mas em 1559 Otão Henrique também morre sem descendência, pelo que os seus estados são partilhados pelo Tratado de Sucessão de Heidelberga: o Palatinado Renano (Älte Pflaz ) é entregue a Frederico III que já era conde do Palatinado-Simmern; e o Palatinado-Neuburgo (Junge Pfalz ) é entregue a Wolfgang, que já era conde do Palatinado-Zweibrücken. 
O Palatinado-Neuburgo é partilhado por duas vezes. A primeira, em 1569, quando o Duque Wolfgang morre, e os seus estados são partilhado pelos filhos:
- Filipe Luís (1547-1614), dá continuidade à linha de Neuburgo (extinta em 1742) e origina a nova linha de Sulzbach (extinta em 1789);
- João (1550-1604), morto sem descendência, que reinou em Zweibrücken;
- Otão Henrique (1556-1604), morto sem descendência, que reinou em Sulzbach;
- Frederico (1557-1597), morto sem descendência, que reinou em Vohenstrauss-Parkstein;
- Carlos I (1560-1600), que originou a linha de Zweibrücken-Birkenfeld, a única linha dos Wittelsbach que ainda hoje sobrevive.

Em 1604, o ducado é reunificado a favor de Filipe Luis, uma vez que seus irmãos morrem sem descendência. 
A segunda partilha ocorre em 1614, quando Filipe Luís morre:
- Wolfgang Guilherme (1579-1653), o primogénito, dá continuidade à linha de Neuburgo (que se extingue em 1742);
- Augusto (1582-1632), o segundo varão, origina a linha de Sulzbach (extinta em 1789).

A linha do Palatinado-Sulzbach acaba por herdar o Palatinado-Neuburgo que se extinguira em 1742. O último duque da linhagem, Carlos Teodoro (1724-1799) acaba por herdar também o Eleitorado da Baviera em 1777. Mas a sua morte sem descendência faz com que toda a sua herança se transmita ao seu primo, Maximiliano IV José (da linha de Zweibrücken-Birkenfeld) que agrega um património disperso que incluía o Eleitorado da Baviera, o Ducado de Neuburgo e o ducado renano de Zweibrücken.
O Palatinado-Neuburgo aderiu à União Protestante em 1608. Em 1800, Neuburgo foi invadido pelas tropas Francesas e em 26 de junho de 1800, os exércitos dos Habsburgos, do Ducado de Württemberg e do Eleitorado da Baviera travaram aí uma importante batalha. Mas os exércitos da coligação retiraram e Neuburgo foi ocupada pelos franceses e o General Ney estabeleceu o quartel general no castelo da cidade.
Maximiliano IV José que, entretanto, se aliara a Napoleão,  torna-se, em 1806, o primeiro rei da Baviera, como Maximiliano I. Em 1808, o ducado do Palatinado-Neuburgo é formalmente integrado no reino da Baviera.

## Árvore Genealógica
(em construção)

## Soberanos do Palatinado-Neuburgo

### Título

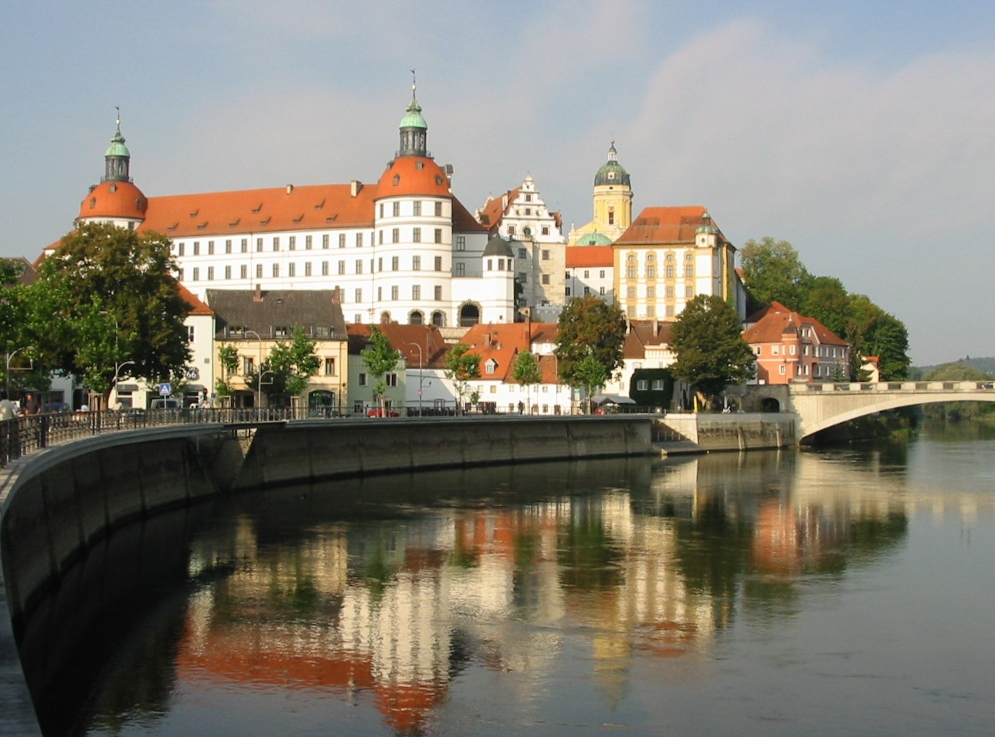
O castelo de Neuburgo, residência dos duques.

O título dos soberanos era Conde palatino no Reno e Duque na Baviera  (em alemão:  Pfalzgraf bei Rhein und Herzog in Bayern). Na sua qualidade de membros de um ramo colateral da família do Príncipe-Eleitor do Palatinado, os soberanos usavam o título Conde Palatino (no Reno). O seu outro título de Duque na Baviera referia-se ao Palatinado-Neuburgo, localizado no Alto Palatinado bávaro.

### Lista de Duques
- Otão Henrique 1505–1559, com Filipe do Palatinado-Neuburgo 1505–1541 (irmãos)
  - regência 1505-1508 de Filipe, Eleitor Palatino (avô dos duques);
  - regência 1508-1522 de Frederico II, Eleitor Palatino (tio dos duques).
- Wolfgang do Palatinado-Zweibrücken, 1559–1569
- Filipe Luís 1569–1614
- Wolfgang Guilherme 1614-1653
- Filipe Guilherme 1653–1690 - herda o Eleitorado do Palatinado em 1685
- João Guilherme 1690–1716
- Carlos III Filipe 1716–1742
- Carlos Teodoro 1742–1799
- Maximiliano IV José 1799–1808